# Proholozoster
Proholozoster is een geslacht van hooiwagens uit de familie Podoctidae.
De wetenschappelijke naam Proholozoster is voor het eerst geldig gepubliceerd door Roewer in 1915. 

## Soorten
Proholozoster is monotypisch en omvat slechts de volgende soort:
- Proholozoster neoguinensis